# Hongdu Yakovlev CJ-7
Hongdu Yakovlev CJ-7 (L-7) là một loại máy bay huấn luyện động cơ piston, được phát triển bởi Hongdu Aviation Industry Group (Hongdu) và Yak Aircraft Corporation (Yakovlev), chủ yếu dành cho Không quân quân giải phóng nhân dân (PLAAF).

## Tính năng kỹ chiến thuật (CJ-7)
Đặc tính tổng quan
- Kíp lái: 2
- Trọng lượng cất cánh tối đa: 1.290 kg (2.844 lb)
- Động cơ: 1 × Vedeneyev M14X , 270 kW (360 hp)

Hiệu suất bay
- Vận tốc cực đại: 360 km/h (224 mph; 194 kn)
- Tầm bay: 1.300 km (808 mi; 702 nmi)
- Trần bay: 8.000 m (26.247 ft)